# 1-е Мая (Тверская область)
1-е Мая — посёлок в Конаковском районе Тверской области России, административный центр Первомайского сельского поселения.

## География
Находится в 16 км (по прямой) к северу от города Конаково, на реке Созь, по ней и Иваньковскому водохранилищу водой поддерживается связь с райцентром. По северной окраине посёлка проходит автодорога «Тверь—Рождествено—Ильинское» До Твери — 40 км, до Кимр — 50 км.
Население по переписи 2002 года — 704 человека, 303 мужчины, 401 женщина.
К посёлку непосредственно примыкают деревни Карповское, Поповское и Никольское

## История
Сельцо Чириково на реке Созь, принадлежавшее помещикам Головиным, известно с XVIII века.
Французы Антон и Франс Ге в 1861 году купили у помещика Ладыженского в Харитонове завод, изготовлявший аптекарскую и столовую посуду, и перевели его в 1862 году в Чириково. Он выпускал парфюмерную и аптекарскую посуду и ламповое стекло. Строительством заводских зданий руководил крестьянин-умелец И. П. Репкин. От Антона Ге завод перешёл его наследнику Эдуарду Ге, а затем его тестю корчевскому купцу Якову Епанечникову, который сдавал завод в аренду. Его арендовали француз Детфруа, потом Исаак Кайгородский. При заводе существовала больница и фельдшерский пункт. В 1889 продано посуды на 100 тыс. руб. Посёлок назывался Хрустальный завод при сельце Чирикове Николосозинской волости Корчевского уезда. На нём работали многие жители окрестных деревень.
В 1919 году Чириковский завод был национализирован и переименован в завод 1 мая. Это же название получил и посёлок.
В 1997 году — 423 хозяйства, 965 жителей, в посёлке администрация Первомайского сельского округа, центральная усадьба АО «Созь» (мясо-молочное хозяйство), АТС, неполная средняя школа, ДК, больница, аптека, отделение связи, несколько магазинов. В 1999 году построена церковь Николая Чудотворца.
По состоянию на 2007 год, стекольный завод имени 1-го мая не работает и полуразрушен.

## Население
| 1859 | 2002 | 2008 | 2010 |
| ---- | ---- | ---- | ---- |
| 3    | ↗704 | ↘694 | ↘540 |

## Известные люди
Пролетарский поэт и писатель Е. Нечаев (1859—1925) около 50 лет проработал на Чириковском стеклозаводе.